# Síndrome de resposta inflamatòria sistèmica
La síndrome de resposta inflamatòria sistèmica (SRIS) o SIRS (de l'anglès: Systemic Inflammatory Response Syndrome) és un estat inflamatori que afecta tot el cos, amb freqüència una resposta del sistema immunitari a la infecció.

## Història del concepte
El concepte de SRIS va ser concebut i presentat en primer lloc pel metge William R. Nelson, del Departament de Cirurgia de la Universitat de Toronto en la reunió de circulació nòrdica Micro el 1983. La presentació va seguir una dècada d'investigació amb col·legues incloent J. Vaage de la Universitat d'Oslo, Noruega, D. Bigger, de l'Hospital Infantil, Toronto, Sepro de la Universitat de Boston, i H. Movat del Departament de Patologia de la Universitat de Toronto. L'experiència de laboratori va ser duta a terme en l'àmbit clínic a la primera unitat de trauma del Canadà de la qual Nelson n'era un cofundador. Això va permetre a mitjan dècada de 1980, que el concepte de SRIS fos divulgat per Miles Johnson, del Departament de Patologia de la Facultat d'Odontologia de grau, de la Universitat de Toronto, així com als residents del Departament de Cirurgia de la Universitat de Toronto. La SRIS va ser adoptada més àmpliament el 1991 en la Conferència de Consens de l'American College of Chest Physicians/Society of Critical Care Medicine amb l'objectiu d'ajudar en la detecció precoç de la sèpsia. El 2016, la SRIS es va eliminar per complet de la definició de sèpsia.

## Definició
La SRIS és una situació greu relacionada amb la inflamació sistèmica, disfunció i insuficiència d'òrgans. En la qual hi ha una regulació anormal de diverses citocines. La SRIS també està estretament relacionada amb la sèpsia, en la qual els pacients compleixen els criteris de la SRIS.
| Paràmetre               | Valors                                                       |
| ----------------------- | ------------------------------------------------------------ |
| Temperatura             | <36 °C o >38 °C                                              |
| Freqüència cardíaca     | >90/min                                                      |
| Freqüència respiratòria | >20/min o PaCO2 <32 mmHg (4,3 kPa)                           |
| Leucòcits               | <4x10⁹/L (<4000/mm³), >12x10⁹/L (>12.000/mm³), o ≥10% bandes |

Molts experts consideren la definició de SRIS massa sensible, ja que gairebé tots (>90%) els pacients ingressats a l'UCI poden complir els criteris de SRIS.